# Леппясюрья (станция)
Леппясюрья (карел. Leppäsyrjä) — станция (тип населённого пункта) в составе Лоймольского сельского поселения Суоярвского района Республики Карелия Российской Федерации.

## География
Станция расположена на перегоне Сортавала—Суоярви I. Собственно посёлок Леппясюрья находится примерно в 2 км к юго-востоку.
Название Леппясюрья происходит от карельского леппя — «ольха» и сюрья — «сторона, бок, край».

## Население
| 2002 | 2009 | 2010 | 2013 |
| ---- | ---- | ---- | ---- |
| 53   | ↘28  | ↗29  | ↘18  |

## Транспорт
Леппясюрья — железнодорожная станция Октябрьской железной дороги (до 2010 года входило в состав Петрозаводского отделения).